# Тирадентіс
Тирадентіс (порт. Tiradentes вимовляється [tʃiɾɐˈdẽtʃis]), справжнє ім'я Жуакін Жозе да Сілва Шав'єр (порт. Joaquim José da Silva Xavier МФА: [ʒoa'kĩ ʒo'zɛ da 'siwvɐ ʃavi'ɛɾ]; 16 серпня 1746 — 21 квітня 1792) — Бразильський революціонер, керівник змови в Мінас-Жерайсі (1789). Визнаний національним героєм Бразилії.

## Життєпис

### Ранні роки та прізвисько
Народився 16 серпня 1746 у бідній родині Домінгуша да Сілви Сантуша та Антонії Шавієр у Мінас-Жерайсі. У 14 років хотів вступити до семінарії, як і два його старші брати. Однак для вступників існували два правила: мати бездоганний з погляду церкви родовід (тобто не походити від відлучених від церкви, євреїв або маврів, а також від негрів або мулатів) і надати медичне свідоцтво про повне здоров'я. Як і старші брати, Жуакін підходив під ці вимоги, у зв'язку з чим був відправлений на навчання спочатку до священника Жуана Чавеса, а потім зміг вступити до семінарії. Там він захопився лікуванням, зокрема хірургією та стоматологією. За захопленість останньою і дістав від знайомих прізвисько Тирадентіс (букв. Зубодер). При цьому він лікував своїх пацієнтів часом безплатно, тому що не прагнув збагачення.
У молодості змінив багато професій, але займався переважно торгівлею, водночас багато часу приділяв самоосвіті — завжди носив із собою книжки, які читав у довгій дорозі. Заарештований за те, що заступився за раба, якого бив плантатор, і разом з рабом відправлений під варту та на слухання. За законами колонії, засуджений до штрафу, а в разі його несплати — до в'язниці. Проте Жуакіна, який зміг вилікувати хворий зуб судді, завдяки писарю відпустили на волю. Та поки він перебував за ґратами, його обікрали й забрали мулів з товаром і всім нажитим, через що після звільнення він мусив позичити гроші й придбав ділянку землі, на якій збирався вести сільське господарство, проте зазнав невдачі й розплатився з кредиторами ділянкою.

### На державній службі
У 1769 вступив на військову службу й відправлений у гарнізон драгунів у Віла-Ріці. Через сім років після початку служби йому надали звання прапорщика. Тоді ж указом губернатором португальської компанії на континенті створено особливий кавалерійський полк, у якому Жуакін став одним із командувачів. Крім цього, у полку він виконував обов'язки лікаря.
У 1780 призначений командиром загону, що супроводжував віз з губернатором капітані Родріго де Менезесом. Вони довго розмовляли: Тирадентіс розповідав главі колонії про пам'ятки й людей. На одному з привалів загін оточили бандити. Між нападниками та людьми Тирадентіса зав'язався бій. Тирадентіс спочатку сильно прорідив лави суперника, які перевершували його власний загін у 2,5—3 рази, після чого наказав атакувати. Загін нападників розбили, а Жуакін погнався за ватажком банди. Коли він наздогнав його, Тирадентіс зрозумів, що це його давній знайомий Жеронімо, якого колись він врятував. Жеронімо розповів, що багато їхніх друзів мертві, вбиті за наказом губернатора колоніальної Бразилії. У відповідь Тирадентіс відпустив знайомого і, повернувшись до Менезеса, доповів про розгром бандитів.

### Підпільна діяльність
У грудні 1788 став членом таємного товариства інконфідентів, створеного представниками прогресивної частини офіцерства португальських колоніальних військ та інтелігенції. Незабаром Тирадентіс фактично очолив цей революційний рух, відомий як змова в Мінас-Жерайсі. Програма товариства проголошувала Бразилію незалежною республікою, скасування станів і привілеїв, ліквідацію колоніальних податків, рівність усіх громадян перед законом. Найбільш радикальна частина суспільства наполягала на звільненні всіх рабів. Створили план антипортугальського повстання та розробили перші закони нового, республіканського уряду.
У травні 1789 зрадник видав плани змовників, товариство розгромили, а Тирадентіса та інших інконфідентів заарештували. Майже всіх учасників змови засудили на заслання або вигнання. Тирадентіса, який взяв на себе всю провину за організацію змови, стратили в Ріо-де-Жанейро 21 квітня 1792. Його тіло розчленували, голову виставили на площі у Віла-Ріці, решту тіла — на стовпах дорогою до Мінас-Жерайс. Знесли й будинок, у якому він жив.

## Національний герой
Почав розглядатися як національний герой республіканцями у другій половині ХІХ століття. Після проголошення республіки у 1889 річниця його смерті (21 квітня) стала національним святом.
Вважається покровителем бразильської військової поліції та цивільної поліції штатів. Його ім'ям названо місто у штаті Мінас-Жерайс. З 1998 зображення Тирадентіса присутнє на монетах у 5 сентаво.
Телевізійна програма «Найвеличніші бразильці усіх часів», що вийшла в 2012, за підсумками всенародного голосування назвала його одним з 12 найбільших діячів в історії Бразилії.